# Kimbellovo muzeum umění
Kimbellovo muzeum umění (Kimbell Art Museum) je všeobecně zaměřené muzeum umění ve Fort Worthu v Texasu. Jeho budova byla postavena americkým architektem Louisem Kahnem a patří k jeho nejznámějším dílům.
Muzeum se nachází v kulturní čtvrti Fort Worthu. Je zde malá, ale velmi kvalitní sbírka evropských, asijských a předkolumbovských děl a konají se putovní či jednorázové umělecké výstavy.
Nadace Kimbell Art Institute, která muzeum zřizuje, vznikla podle přání podnikatele a sběratele umění Kay Kimbell, který usiloval o vznik uměleckého centra určeného pro obyvatele Texasu. Když v roce 1964 zemřel, jeho vdova Velma Kimbellová Fullerová se rozhodla využít dědictví k financování muzea.

## Budova
Budova byla zadána v roce 1966 a otevřena v roce 1972. Jedná se o jedno z mistrovských děl architekta Louise Kahna. Je zde 11 150 čtverečných metrů rozdělených do řady prostorů definovaných rovnoběžnými oblými klenbami. Přerušení a nepravidelnosti mezi hlavními prostory se projevují jako rytmické variace: šestice rovnoběžných valených kleneb z vyztuženého betonu definuje rozdělení na tři části, centrální prostor se dělí na čtyři části. Slepé travertinové fasády dávají muzeu vzhled tvrze (srovnatelné s tvary ksarů v jižním Tunisku), což je obraz typický pro Louise Kahna. Přísná geometrie celku jasně zdůrazňuje každou část budovy.
- Západní hala, knihkupectví a kavárna mají bílé dubové parkety. Vnitřní nádvoří muzea obsahuje bronz Aristida Maillola Vzduch, navržený v roce 1938 a odlitý v roce 1967 (6. odlitek).

- Prostorový rytmus na západní straně budovy směřuje ven, kde je vodní hladina a park.

- Východní vchod do muzea zdobí další bronzová socha, a to Miróova Žena oslovující veřejnost z roku 1981. Je zde i ocelový objekt Richarda Serry Vír.

V organizaci muzea architekt Louis Kahn rozlišuje mezi „obslužným prostorem“ a „obsluhovaným prostorem“. Je to základní princip, který odkazuje na klasickou architekturu Palladia nebo Schinkela (Staré muzeum v Berlíně).
Budova má vynikající světelné podmínky vhodné pro prezentaci obrazů. Difuzéry pod betonovou klenbou propouštějí přirozené světlo ze štěrbin nahoře v klenbách; to má za následek změkčení vnitřní atmosféry v železobetonové budově. Světlo je zde dokonale rozptýlené a přesné. Muzeum je známé svým imaginativním využitím přirozeného světla, velkými prostorami a klidnou atmosférou. Budova získala nejvyšší vyznamenání od Amerického institutu architektů i také přední národní ceny za osvětlení a povedení stavby.

## Sbírka
V muzeu byla nejprve umístěna umělecká sbírka rodiny Kimbellů, která se od té doby rozšiřovala s cílem získat další prvotřídní umělecká díla.
Muzeum není velké, ale sbírka uměleckých děl je kvalitou srovnatelná s jinými významnými muzei.

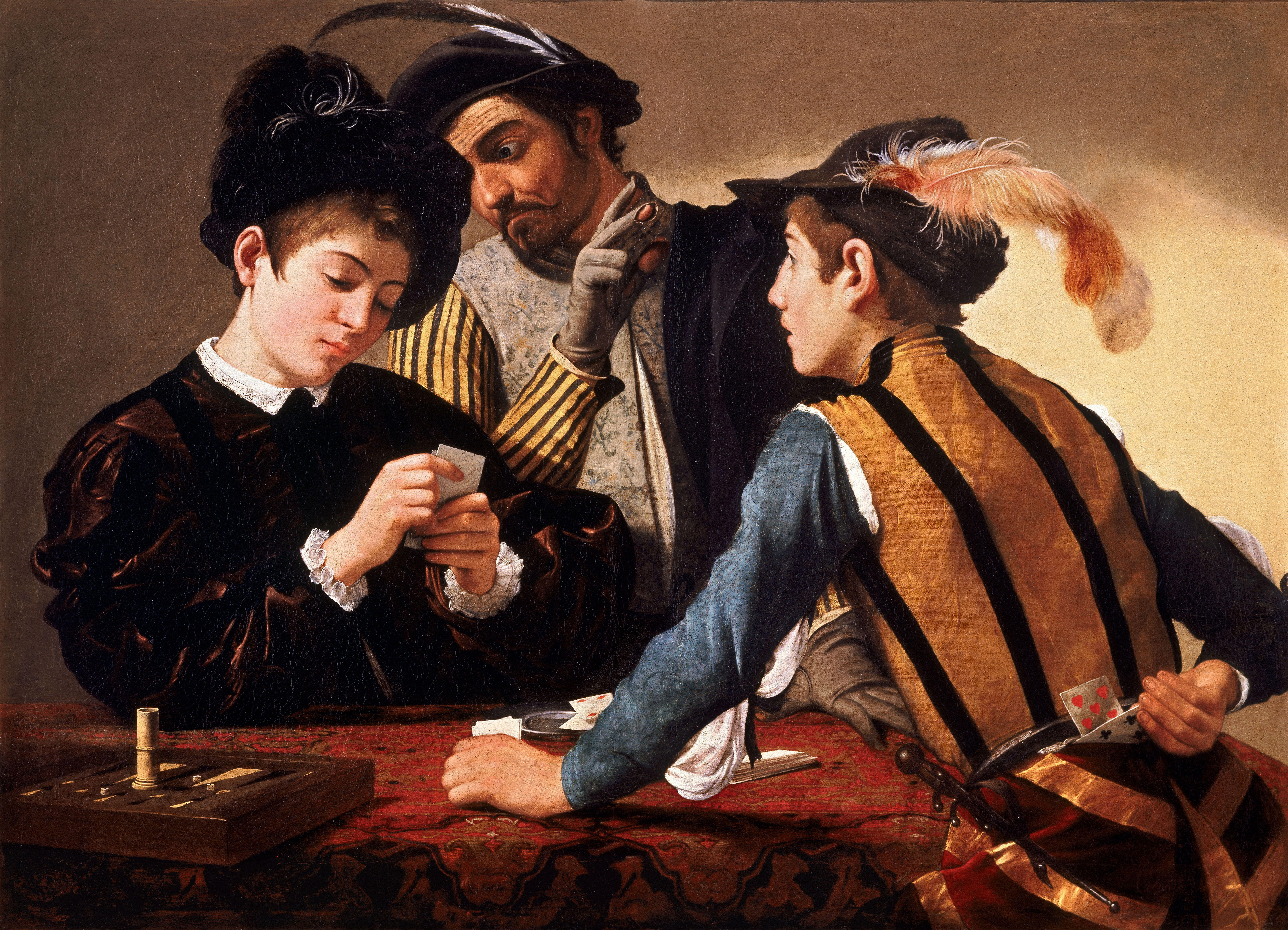
Caravaggio, Falešní hráči

Muzeum vlastní renesanční umělecká díla, například Belliniho Žehnajícího Krista; dále manýristiská a barokní, jako jedno z nejslavnějších děl muzea, Caravaggiovy Falešné hráče, obraz zakoupený v roce 1987, dále díla El Greca, Franse Halse, Pierra de Cortony, Vélasqueze ( Portrét dona Pedra de Barberany), Rembrandta a Rubense, La Toura a Poussina (Svátost kněžství); dále z 18. století díla Luise Meléndeze (Zátiší s pomeranči a džbánem medu), Thomase Gainsborougha, Watteaua, Élisabeth Vigée Le Brunové a Goyi s Portrétem Pedra Romera.
Je zde také sbírka romantiků, jako je Géricault, velké impresionisty, jako Moneta a Sisleyho (Rybáři vrhají sítě), dále postimpresionisty (Caillebotte) a velké postavy moderního umění, například zde jsou Cézanne, Gauguin, Picasso (Muž s dýmkou) a Matisse.
Muzeum také má jediný obraz Adama Elsheimera veřejně vystavený mimo Evropu. Konec modernistického období vyznačují dva důležité obrazy Pieta Mondriana.
Dále zde je sbírka klasických starožitností od asyrského období po řecké a římské umění, dále asijské umění včetně keramiky z neolitické Číny a díla z období dynastií Tang, Song a Ming. Japonské umění se zaměřuje na období Momojama a Edo.

### Galerie vybraných obrazů

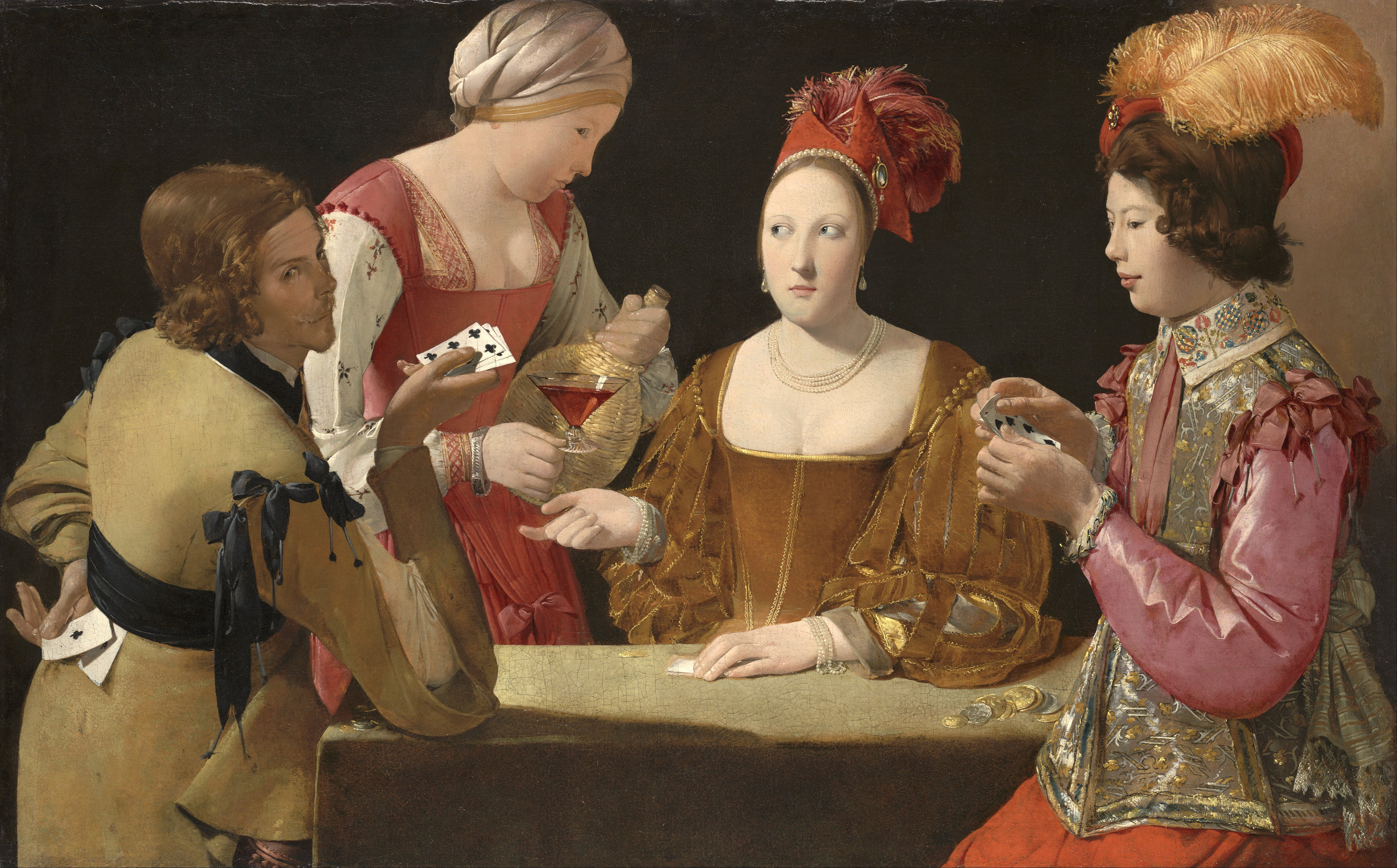
Georges de La Tour, Falešný hráč s křížovým esem, před rokem 1630, další verze je v Louvru
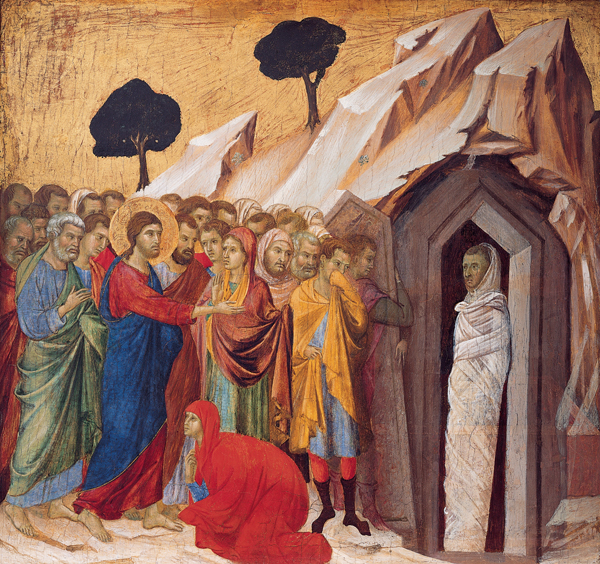
Duccio di Buoninsegna, Vzkříšení Lazara, 1310
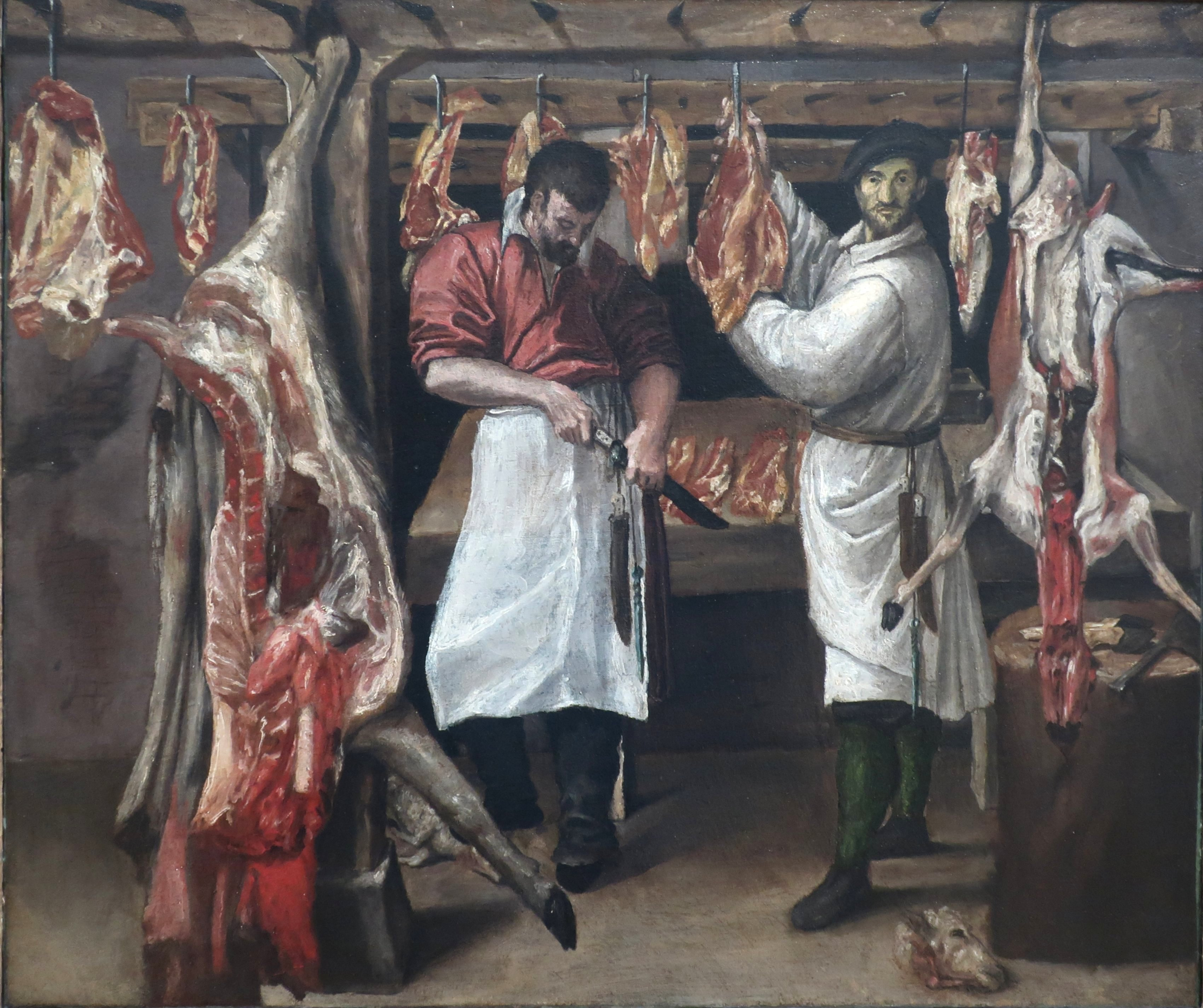
Annibale Carracci, Řeznictví, 1580
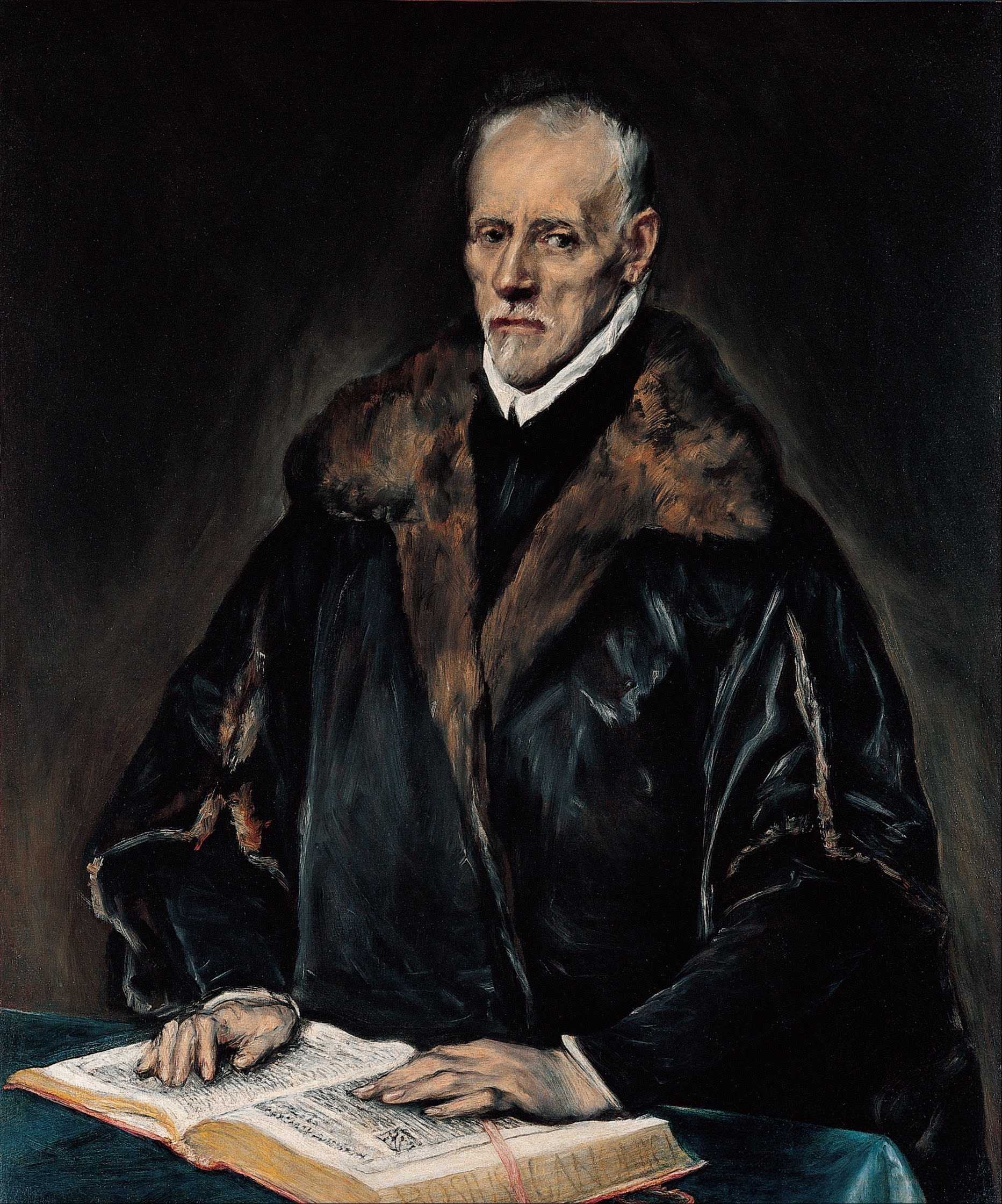
El Greco, Portrét Francisca de Pisa, asi 1610-1614
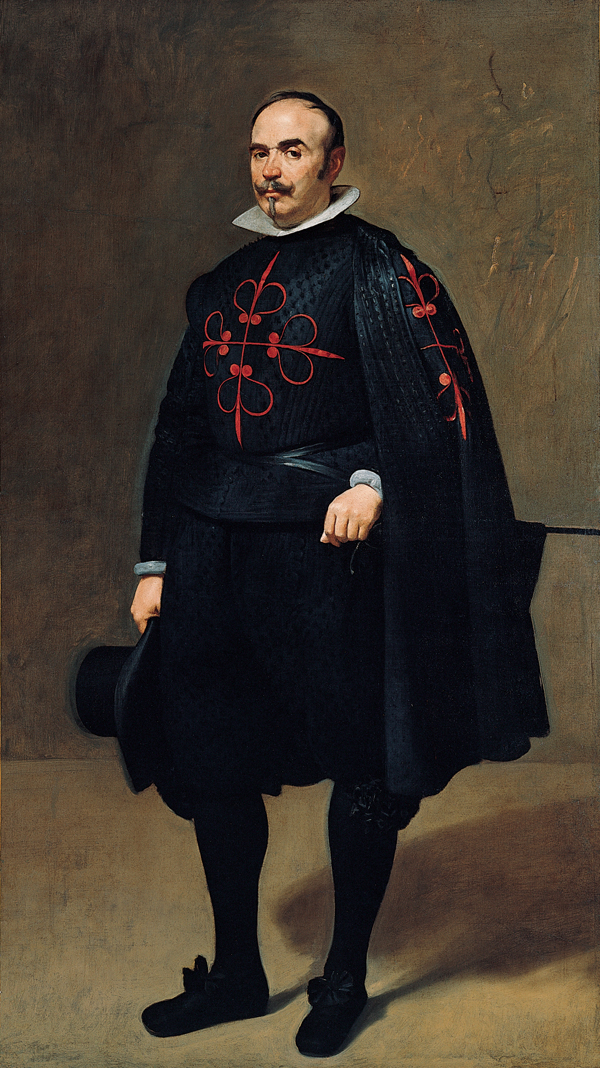
Vélasquez, Portrét Dona Pedra de Barberana, 1632
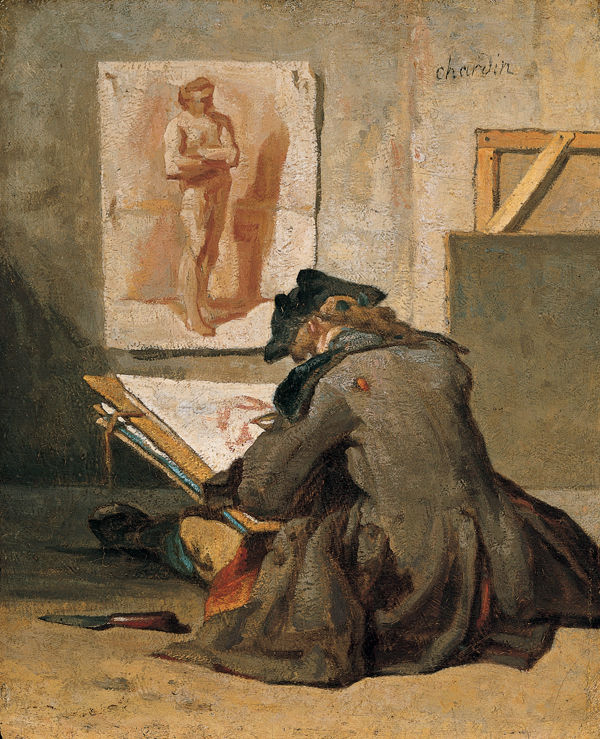
Chardin, Mladý student kreslí, kolem roku 1738
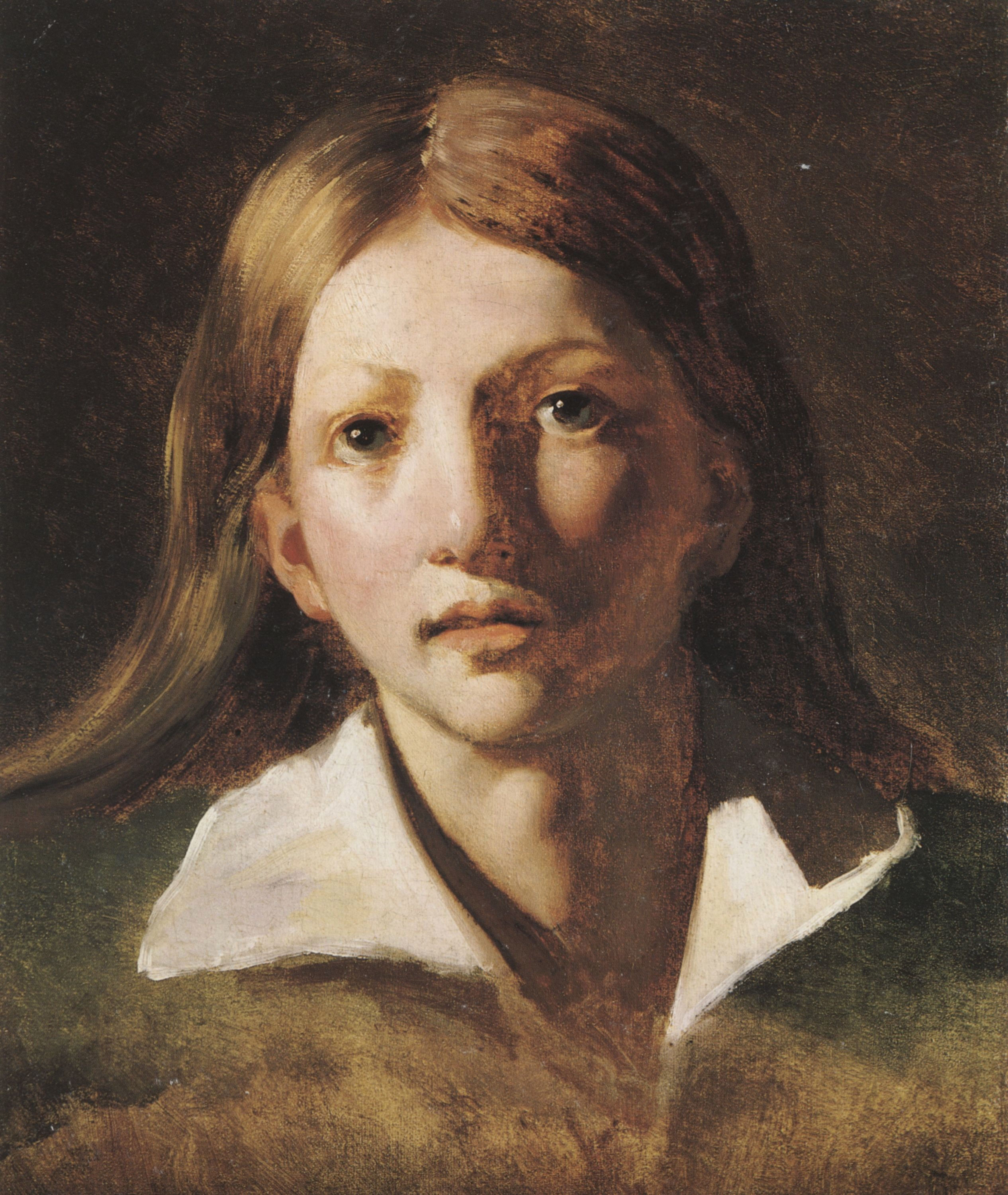
Théodore Géricault, Portrét mladého chlapce s dlouhými světlými vlasy, 1819-1820
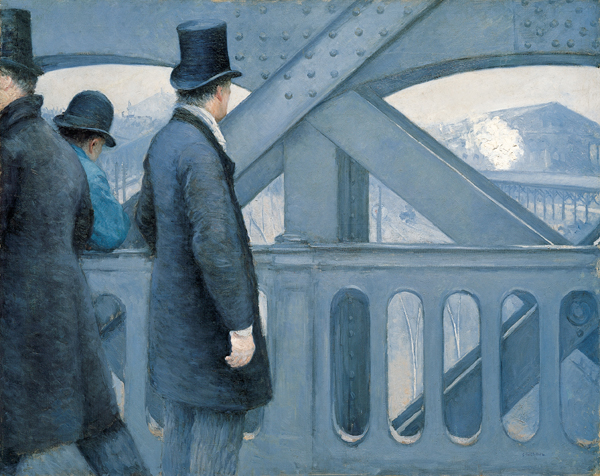
Gustave Caillebotte, Na Mostě Evropy, 1876-1877
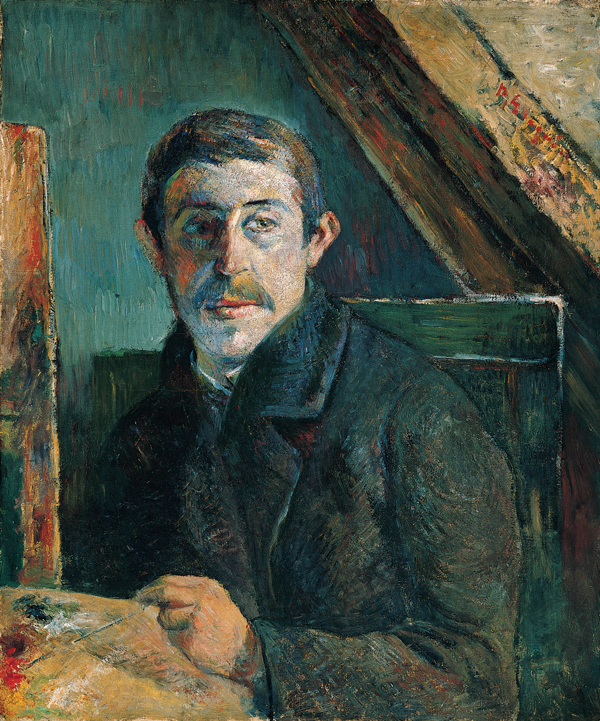
Paul Gauguin, Autoportrét, 1885
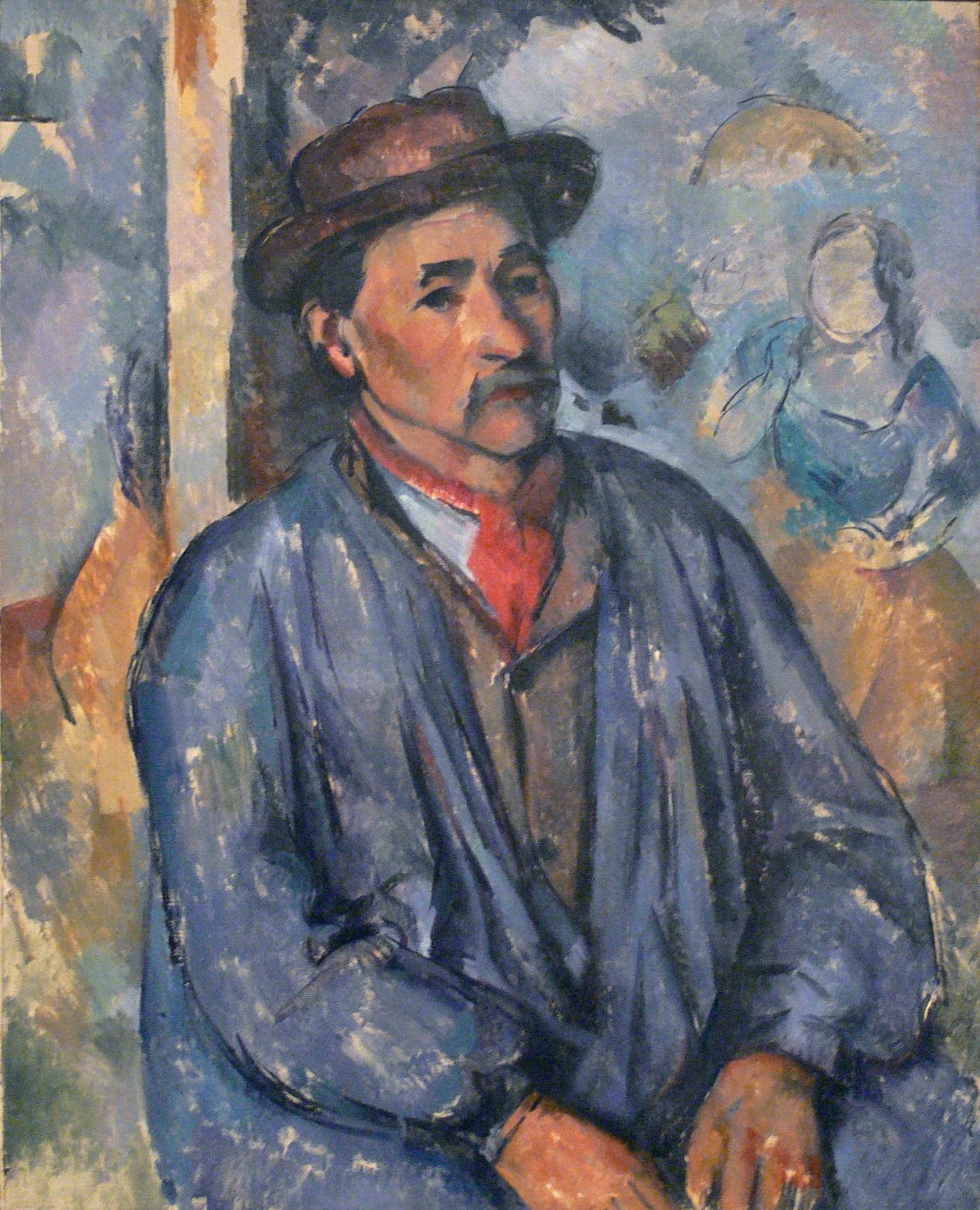
Paul Cézanne, Muž v modré haleně, 1896-1897